# Stain Index
Stain Index (Staining index) je veličina, jejíž hodnota udává relativní intenzitu barvení fluoroforem.
Symbol veličiny: SI

## Historie
Poprvé tento termín a jeho využití v průtokové cytometrii představil David Parks ze Stanfordovy univerzity na ISAC Annual Meeting v Montpellier, Francie 2004. Zavedení Stain indexu (SI) zrychlilo a zefektivnilo navrhování experimentů pro průtokovou cytometrii, jež se v té době začala rychle rozvíjet a jako metoda molekulární biologie se začala masivně využívat ve výzkumu a lékařské diagnostice.

## Využití

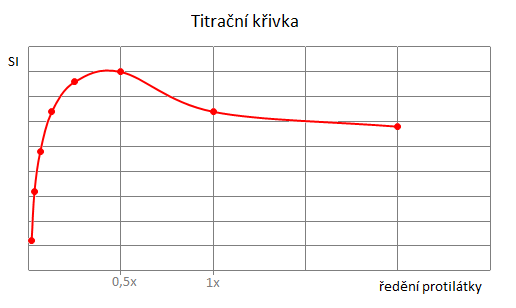
Titrační křivka závislosti ředění protilátky a Stain Indexu.

Při navrhování vícebarevného panelu je nutné optimalizovat výběr protilátek s fluorofory a jejich ředění. Právě stain index se k této optimalizaci využívá.  
Dle hodnot SI lze jednotlivé fluorofory přiřadit jednotlivým antigenům. Obecně by mělo platit pravidlo, že svítivějšími fluorofory by se měly označovat protilátky párující se s méně exprimovanými antigeny či antigeny, které se vyskytují intracelulárně.
Dále se využívá při výběru vhodného ředění protilátek. Pro optimalizaci experimentu je důležité maximalizovat signál a zároveň redukovat "pozadí". Titrace protilátek a měření SI pomáhá redukovat pozadí, které je způsobeno nespecifickým párováním protilátek s nízkoaffinitními antigeny. Při titraci se vzorky barví sestupnou ředící řadou protilátek a měří se průtokovým cytometrem. Ve výsledných datech se za použití počítačového programu pro analýzu cytometrických dat označí negativní a pozitivní populace singletových buněk.  Z takto vybraných dat se vypočítá SI pro jednotlivá ředění a sestaví se titrační křivka. Nejvhodnějším ředěním protilátky pro využití v experimentu je ředění s nejvyšší hodnotou SI. Výběr vhodného ředění protilátky umožňuje získání maximálně kvalitních dat a zároveň šetří drahé zásoby protilátek.

## Rovnice pro výpočet SI

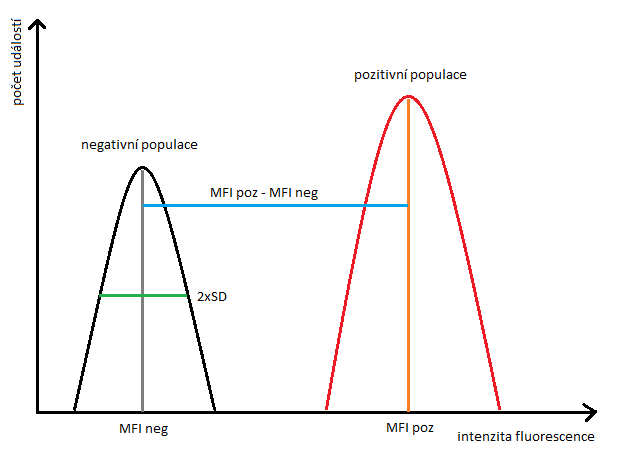
Znázornění hodnot užívaných k výpočtu Stain Indexu.

Stain index udává podíl rozdílu MFI (median fluorescent intensity) pozitivní a negativní populace a dvojnásobku směrodatné odchylky SD (standard deviation) negativní populace.
{\displaystyle SI={(MFI_{poz}-MFI_{neg}) \over 2xSD_{neg}}}
Tento zjednodušený vztah vychází z podrobnějšího vztahu pro výpočet tzv. Separačního indexu (SI). Dvojnásobek směrodatné odchylky je zde nahrazen rozdílem 84. percentilu negativní populace a MFI negativní populace, který je dělen 0,995. Vztah ve jmenovateli vyjadřuje výpočet rSD (robust standard deviation).
{\displaystyle SI={(MFI_{poz}-MFI_{neg}) \over [(84\%_{neg}-MFI_{neg})/0,995]}}